# Selezioni giovanili della nazionale femminile di pallacanestro di Cipro
Le selezioni giovanili della nazionale di pallacanestro femminile di Cipro sono gestite dalla Federazione cestistica di Cipro e partecipano ai tornei cestistici internazionali femminili per squadre nazionali, limitatamente a specifiche classi d'età.

## Under-18
Rappresenta le migliori giocatrici di nazionalità cipriota di età non superiore ai 18 anni. Partecipa a tutte le manifestazioni internazionali giovanili di pallacanestro per nazioni gestite dalla FIBA.
Nel corso degli anni questa selezione ha subito alcuni cambiamenti nel nome, dovuti agli adeguamenti nelle normative della FIBA in fatto di classificazione delle categorie giovanili.
Agli inizi la denominazione originaria era Nazionale Cadette, in quanto la FIBA classificava le fasce di età dai 16 ai 18 anni con la denominazione "cadette". Dal 2000, la FIBA ha modificato il tutto, equiparando sotto la dicitura under 18, sia denominazione che fasce di età. Da allora la selezione ha preso il nome attuale.

### Partecipazioni
Division B
- 2015 - 19°
- 2018 - 16°
- 1999 - 4°
- 2001 -  1°

## Under-16
Rappresenta le migliori giocatrici di nazionalità cipriota di età non superiore ai 16 anni. Partecipa a tutte le manifestazioni internazionali giovanili di pallacanestro per nazioni gestite dalla FIBA.
Nel corso degli anni questa selezione ha subito alcuni cambiamenti nel nome, dovuti agli adeguamenti nelle normative della FIBA in fatto di classificazione delle categorie giovanili.
Agli inizi la denominazione originaria era Nazionale Allieve, in quanto la FIBA classificava le fasce di età inferiore ai 16 anni con la denominazione "cadette". Dal 2000, la FIBA ha modificato il tutto, equiparando sotto la dicitura under 16, sia denominazione che fasce di età. Da allora la selezione ha preso il nome attuale.

### Partecipazioni
Division B
- 2016 - 22°
- 2023 - 20°

Division C
- 2000 -  1°
- 2010 - 4°
- 2011 -  2°
- 2012 -  2°
- 2013 -  1°

- 2019 -  1°
- 2022 -  1°